# 卡斯泰尔诺勒莱兹
卡斯泰尔诺勒莱兹（法語：Castelnau-le-Lez，法語發音：[kastɛlno lə lɛz] ⓘ）是法国埃罗省的一个市镇，位于该省东部，属于蒙彼利埃区。卡斯泰尔诺勒莱兹是蒙彼利埃地中海都会区的组成部分。

## 地名
该地名“Castelnau-le-Lez”发音为[kastɛlno lə lɛz]，字母“z”发音，《世界地名翻译大辞典》与《世界地名译名词典》将其误译作“卡斯泰尔诺勒莱”。

## 地理
卡斯泰尔诺勒莱兹（43°38'10"N, 3°54'5"E）面积11.18 平方千米，位于法国奧克西塔尼大區埃罗省，该省份为法国南部沿海省份，南濒地中海，西南接奥德省，西北接塔恩省和阿韦龙省，东北与加尔省接壤。
与卡斯泰尔诺勒莱兹接壤的市镇（或旧市镇、城区）包括：克拉皮耶、勒克雷斯、雅库、蒙彼利埃、圣欧内斯。
卡斯泰尔诺勒莱兹的时区为UTC+01:00、UTC+02:00（夏令时）。

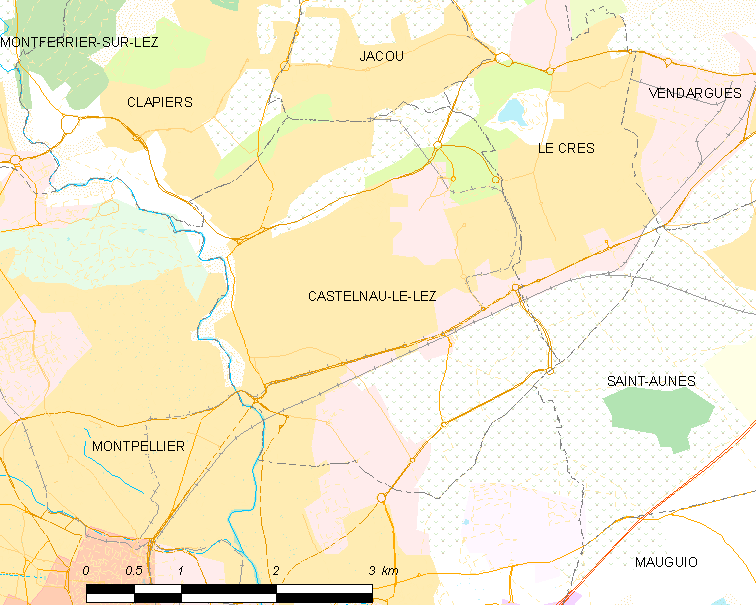
卡斯泰尔诺勒莱兹的OSM定位图

## 行政
卡斯泰尔诺勒莱兹的邮政编码为34170，INSEE市镇编码为34057。

## 政治
卡斯泰尔诺勒莱兹所属的省级选区为蒙彼利埃-卡斯泰尔诺勒莱兹县。

## 交通
埃罗省省道D21线、D65线、D65E1线经过境内。蒙彼利埃有轨电车2号线在境内设站。

## 人口

1962-2008年间卡斯泰尔诺勒莱兹人口变化图示

卡斯泰尔诺勒莱兹于2022年1月1日时的人口数量为25404人。